# 下丘
下丘（Inferior colliculus，来源于拉丁语，字面意思为“下方的小山”）是中脑顶盖部的神经核团，左右各一，关于中线对称。下丘与上丘一起组成所谓的“四叠体”，是中脑背侧顶盖部一个显著的解剖结构。下丘是听觉通路的一个重要组成部分。它接受所有位于脑干的下级听觉核团的输入，并向上投射到丘脑的内侧膝状体（Medial geniculate nucleus，MGN）。

## 与听觉通路其它部分的关系
在中脑，下丘的位置在上丘这一关键性视觉核团的下方。下丘是来自背侧耳蜗核（DCN）的纵向听觉定位信息与来自上橄榄核的横向听觉定位信息最先整合的部位，从而下丘在声音的空间定位功能中扮演重要角色。
下丘大致可以三个子部，包括，中央核（Central nucleus，简称CNIC），中央旁核（Pericentral nucleus），和外核（External nucleus）。
| 核团 | 核团     | 输入源头                                                                     | 输入源头                                                               | 输出目标 |
| 下丘 | 中央核   | 对侧 -前侧耳蜗核（AVCN） -后侧耳蜗核（PVCN） -背侧耳蜗核（DCN） -上丘（SCN） | 同侧 -外侧上橄榄体（LSO） -内侧上橄榄体（MSO） -外侧丘系背侧核（DNLL） | -内侧膝状体 -听觉皮层 -上丘的深层 -Contralateral and other nuclei in the ipsilateral IC -网状结构 -中脑导水管周围灰质 -斜方体（TB） |
| 下丘 | 中央旁核 | 对侧 -前侧耳蜗核（AVCN） -后侧耳蜗核（PVCN） -背侧耳蜗核（DCN） -上丘（SCN） | 同侧 -外侧上橄榄体（LSO） -内侧上橄榄体（MSO） -外侧丘系背侧核（DNLL） | -内侧膝状体 -听觉皮层 -上丘的深层 -Contralateral and other nuclei in the ipsilateral IC -网状结构 -中脑导水管周围灰质 -斜方体（TB） |
| 下丘 | 外核     | 对侧 -前侧耳蜗核（AVCN） -后侧耳蜗核（PVCN） -背侧耳蜗核（DCN） -上丘（SCN） | 同侧 -外侧上橄榄体（LSO） -内侧上橄榄体（MSO） -外侧丘系背侧核（DNLL） | -内侧膝状体 -听觉皮层 -上丘的深层 -Contralateral and other nuclei in the ipsilateral IC -网状结构 -中脑导水管周围灰质 -斜方体（TB） |

Template:听觉与前庭通路